# Veszprém (provins)
Veszprém är en provins i västra Ungern. Provinsens huvudstad heter också Veszprém.